# Конкорд (Іллінойс)
Конкорд (англ. Concord) — селище (англ. village) в США, в окрузі Морган штату Іллінойс. Населення — 150 осіб (2020).

## Географія
Конкорд розташований за координатами 39°48′57″ пн. ш. 90°22′15″ зх. д. / 39.81583° пн. ш. 90.37083° зх. д. (39.815969, -90.370950).  За даними Бюро перепису населення США в 2010 році селище мало площу 0,70 км², уся площа — суходіл.

## Демографія
Згідно з переписом 2010 року, у селищі мешкало 167 осіб у 68 домогосподарствах у складі 54 родин. Густота населення становила 238 осіб/км².  Було 73 помешкання (104/км²).
Расовий склад населення:
| - 100,0 % — білих |

До двох чи більше рас належало 0,0 %. Частка іспаномовних становила 0,0 % від усіх жителів.
За віковим діапазоном населення розподілялося таким чином: 21,6 % — особи молодші 18 років, 59,8 % — особи у віці 18—64 років, 18,6 % — особи у віці 65 років та старші. Медіана віку мешканця становила 41,1 року. На 100 осіб жіночої статі у селищі припадало 108,7 чоловіків;  на 100 жінок у віці від 18 років та старших — 111,3 чоловіків також старших 18 років.
Середній дохід на одне домашнє господарство  становив 58 600 доларів США (медіана — 47 039), а середній дохід на одну сім'ю — 64 361 долар (медіана — 50 000). За межею бідності перебувало 4,8 % осіб, у тому числі 9,6 % дітей у віці до 18 років та 0,0 % осіб у віці 65 років та старших.
Цивільне працевлаштоване населення становило 83 особи. Основні галузі зайнятості: освіта, охорона здоров'я та соціальна допомога — 32,5 %, публічна адміністрація — 16,9 %, виробництво — 13,3 %.